# Roberto Galvão
Roberto Galvão (Fortaleza, 1 de maio de 1950) é um artista plástico brasileiro.
É bacharel em História, com mestrado em História Social, na Universidade Federal do Ceará. Como artista participou de exposições em cidades do Brasil, Alemanha, Argentina, Bulgária, Cuba, Espanha, Estados Unidos, França, Polônia, Portugal e Uruguai.

## Principais Mostras Individuais
Realizou várias mostras individuais:

### Mato Branco, 2017
Palácio da Abolição, Fortaleza-CE, Nov/17

#### Obras
Veja as obras no site oficial http://www.robertogalvao.com

#### Crítica
"Desde as primeiras manifestações da sua extensa trajetória artística, Roberto Galvão tem encantado o nosso mundo, o nosso ambiente, os nossos olhos, com a beleza de suas obras, realizadas nos diferentes segmentos da arte, em desenhos ora refinados, ora gestuais; em pinturas marcadas pelos profundos tons de azul, pontuados com vermelhos quentes e com laranjas contrastantes; em xilogravuras desenvolvidas com acentuado predomínio das massas pretas sobre as brancas, ressaltando aspectos estéticos do movimento expressionista, às vezes, as estampas são extremamente coloridas, alegres, como o sorriso do camponês ao ver o verde brotar na caatinga aparentemente morta, após as precipitações das primeiras chuvas anunciando o inverno."
SEBASTIÃO DE PAULA, 
Fortaleza, 2014

"Mato Branco, este discurso pictórico que se apresenta de forma intensa no presente, é a expressão clara do silêncio e da solidão do sertão cearense que se quer revelar. Esta última série de pinturas, desenhos e monotipias não só revelam o virtuosismo técnico do artista mas a sua franca disposição de perseguir um tema com igual domínio e versatilidade. A construção de um mato seco fantástico ao mesmo tempo que real, revela a compreensão exata das relações contraditórias entre a beleza crua da natureza sua agressividade e intempérie, a dureza que se transforma em delicada proteção revestindo caules de espinhos, ores de armaduras. O mato faz-me pensar na coroa de espinhos, no sofrimento do sertanejo qual Cristo em seu calvário na sobrevivência diária, o branco é o cinza, a ausência da cor que se faz de todas as cores e matizes, iluminados pelo sol escaldante que cobre esse mar seco do agreste. Mato branco também é a leitura de um tempo de aparente passividade, super cial, de uma sociedade em processo de transformações estruturais que está camu ada mas pulsante."
REGINA RAICK,
Sobral, 2014

"Verdadeiramente, Roberto Galvão discute a perenidade do real. Não é su ciente para ele simplesmente saber o que observa. Ele deseja encontrar o coração da matéria, o cerne do existente. Nada o preenche, salvo a veri cação de sua própria percepção que lhe identi ca com a realidade. Perceber é ser. (. . .) Esta é a dualidade que organiza o seu trabalho. De um lado a veri cação do cotidiano e o desejo de ser el ao fugaz. De outro lado, a necessidade existencial de tocar a essência da matéria. É deste jogo ambíguo entre a realidade e a inteligência da realidade que Roberto Galvão obtém este vigor gestual, a rapidez dos contornos, a doçura das manchas e a ousadia da de nição formal. A realidade das coisas. (. . .) Roberto Galvão necessita de sua pintura para formalizar este caos que o comove e tumultua. O caráter existencial do gesto do artista é evidente. E a sua pintura consegue, ainda que fundada num processo interiorizado, tornar-se registro de sua região."
JACOB KLINTOWITZ,
São Paulo, 1986

#### Imprensa
- Exposição Mato Branco, de Roberto Galvão, chega ao Palácio da Abolição - Jornal O POVO - Fortaleza-CE, 22/nov/2017
- Exposição Mato Branco - Jornal Diário do Nordeste, coluna +Design por Omar de Albuquerque - Fortaleza/CE, 06/dez/2017

### Outras mostras individuais
Mato Branco, Centro Cultural dos Correios, Salvador-BA, Ago/2013
Mato Branco, JG Espaço de Arte, Fortaleza-CE, Jun/2013

## Matérias publicadas sobre o artista
- Exposição Mato Branco, de Roberto Galvão, chega ao Palácio da Abolição - Jornal O POVO - Fortaleza-CE, 22/nov/2017
- Mato Branco, de Roberto Galvão, segue em cartaz - Jornal O POVO - Fortaleza-CE, 10/jun/2013
- Exposição Mato Branco - Jornal Diário do Nordeste, coluna +Design por Omar de Albuquerque - Fortaleza/CE, 06/dez/2017

## Principais Mostras Coletivas
Dentre as mostras que participou destacam-se:
- International Exhibition Small Graphc Forms (Lodz - Polônia, 2002).
- International Print Biennial (Varna - Bulgária, 1999)
- Panorama da Arte Atual Brasileira (São Paulo, 1977)
- International Print Exhibition – Portland Art Museum, (Portland - Estados Unidos, 1997)
- Bienal Internacional de São Paulo (São Paulo, 1973)
- Brasil Plástica 72 (São Paulo, 1972)

## Museus com obras do artista
Tem obras nos acervos de vários museus, tais como:
- Museu de Arte Moderna de São Paulo
- Museu de Arte da Universidade Federal do Ceará, em Fortaleza;
- Museu de Arte Moderna da Bahia, em Salvador;
- Museu de Arte Contemporânea da Universidade de São Paulo;
- Casa da Gravura, em Curitiba;
- Museu Nacional de Belas Artes, no Rio de Janeiro;
- Museu de Arte Contemporânea do Centro Dragão Mar de Arte e Cultura, em Fortaleza;
- Museo Nacional del Grabado, em Buenos Aires.

Consta no Dicionário de Artes Plásticas do Brasil, Dicionário Brasileiro de Artistas Plásticos e Dicionário de Pintores Brasileiros.

## Publicações
A partir de 1984 escreve artigos sobre artes plásticas em jornais e revistas de Fortaleza. Em 1985 publica o seu primeiro livro: "Chico da Silva e a Escola do Pirambu". Desde então publicou vários livros onde destacamos "Cinco Mestres Xilógrafos e Arte Tremembé", ambos de 2005; "Aracati: Labirintos de Sonho e Luz", em 2006; e "Escola Invisível", em 2008. Em 1994, inicia a publicação semanal de artigos no jornal "O Povo", onde permanece escrevendo sobre artes plásticas até o final de 2000, no caderno Vida&Arte. É membro da Associação Brasileira de Críticos de Arte (ABCA).